# 増田勇
増田 勇（ますだ いさむ、明治5年11月25日（1872年12月25日） - 昭和20年（1945年）3月10日）は、日本の医学者、皮膚科医。ハンセン病研究の先覚者である。青森県で開業し、1904年に青森県の医師会で自分が作った薬が有効と主張、患者を連れて発表した。その後横浜に転じ、1907年『癩病と社会問題』という著書を発表、同年のらい予防法を強く批判した。本の出版に対し、政府による圧迫があったようで、その後の活躍はみられない。横浜時代の患者の写真を撮影しハンナ・リデルに送付している。

## 略歴
1872年11月25日、青森県南津軽郡蔵館村（現大鰐町）で出生。1896年東京済生学舎（日本医科大学の前身）を卒業、1898年郷土で開業。1904年5月、青森県医師会会場で彼が考案した薬剤が有効と主張し、患者2名を供覧している。しかし薬剤名は公表していない。1906年春、横浜市山田町に転居。近くの乞食谷戸で癩病患者を研究。1907年、「癩病と社会問題」を発表。1913年、東京、浅草の象潟（きさかた）町1の19に開業。性病科。医院名を「信天堂医院」という。1943年、医籍総覧によると、ハンセン病を研究していると書く。1945年3月10日、東京大空襲で死亡。

## 学会にて患者供覧
東奥日報に癩病と広告を出し、患者を集めて研究していた。1904年5月、彼の開発した薬が有効であったと患者2名を供覧している。東奥日報に「医師会総会は午前中であるが午後2時より増田勇氏は癩病患者新治療法につき研究を重ね、患者を入院せしめ、その成績頗る良好なりしを、（中略）目下快方に向かいつつある患者2名を伴い来りて、会員一同に示し実地を積みたる経験談等ありたり。」とある。

## 癩病と社会問題
彼は青森時代に引き続き、横浜でも研究を重ねた。医院の近くの乞食谷戸に多くの癩病患者がいた。この本には粗末な小屋の前に24名の患者の写真を掲載しているが本の中では32名の患者を治療したと述べている。本において、彼は政府の隔離政策を批判し、人道的な政策であるべきだと論じている。しかし彼は癩は研究すれば治癒するという信念があり、国が隔離村を作り専門家をして治療法を開発せよと述べている。彼に対する政府の圧迫があったようで、本は国立国会図書館に1冊しか残されていない。彼は東京に転居を余儀なくされた。

## 明治時代の治療成績
彼の薬は多少欠点があるということで、薬品名を公表していないのは残念である。植物からのもので、皮下注射と内服がある。文章中にらい患者100名中34名を完治したと豪語している。また彼が完治せしもの50名と言っている。同時代の北里柴三郎の成績は患者数232名、うち全治4名、全治に近く全治見込みの者は15名、死亡3名という成績を残している。この成績は彼の本によるが、ほとんど同じ成績が日本らい史に記載されている。

## ハンナ・リデルに送った写真
彼は横浜時代の患者の写真のアルバムを1冊、ハンナ・リデルに送っている。その理由はよくわからないが、リデルに意見を聞こうとしたという考えもある。写真屋は横浜市松が枝町のタシマである。

## 彼に対するコメント
藤野豊は彼を最初に取り上げ、好意的に紹介している。即ち、増田勇はハンセン病を「不治」とせず、治癒する例もあるので、その開発の努力をしないで隔離するのは反対であると述べた。成田稔は増田の治療薬の効果については疑問を呈しているが、自然治癒もあり、浮浪患者と健常者の接触を防いでも予防的な効果はないという点を力説している。中西淳朗は増田勇に対する政府の圧迫を増田が医師会設立委員であったが後に外されたということで間接的に示している。

## 文献
- 増田勇 『らい病と社会問題』　丸山舎　1907. 国立国会図書館にある。国立ハンセン病資料館にはコピー本がある。また、『近現代日本ハンセン病問題資料集成（戦前編）』第１巻に収録されている。※国立国会図書館デジタルアーカイブポータルで閲覧可能。
- 藤野豊『いのちの近代史』 かもがわ出版 51-7, 2001